# Cai Yanxiong
Cai Yanxiong, conosciuto anche con la traslitterazione Tsai Yen-hung (蔡演雄T, Cài YănxióngP; Bangkok, 26 agosto 1915 – Hong Kong, 29 giugno 2007), è stato un cestista cinese.

## Carriera
Con la Repubblica di Cina ha disputato i Giochi olimpici di Berlino 1936.